# Lista de prefeitos de Maceió
Esta é a lista de prefeitos da cidade de Maceió, capital do estado brasileiro de Alagoas.
| Nº | Prefeito                             | Imagem                  | Partido | Início do mandato       | Final do mandato                        | Observações                                                                                             |
| 1  | Ricardo Brennand Monteiro            |                         | Partido Republicano Progressista PRP                                                                                             | 10 de janeiro de 1890   | 3 de junho de 1890                      | Intendente                                                                                              |
| 2  | Napoleão Goulart                     |                         | Partido Social Progressista PSP                                                                                                  | 3 de junho de 1890      | 23 de setembro de 1890                  | Intendente                                                                                              |
| 3  | Manoel Eugênio do Prado              |                         | Partido Liberal PL | 23 de setembro de 1890  | 28 de agosto de 1891                    | Intendente                                                                                              |
| 4  | Antônio Pereira Caldas               |                         | Partido Liberal PL | 28 de agosto de 1891    | 9 de abril de 1891                      | Intendente                                                                                              |
| 5  | Joaquim José de Araújo Lima Rocha    |                         | Partido Liberal PL | 9 de abril de 1891      | 4 de abril de 1892                      | Intendente                                                                                              |
| 6  | Bonifácio Magalhães da Silveira      |                         | Partido Republicano Conservador PRC                                                                                              | 4 de abril de 1892      | 5 de setembro de 1892                   | Intendente                                                                                              |
| 7  | Antônio Francisco Leite Pindaíba     |                         | Partido Liberal PL | 5 de setembro de 1892   | 1° de julho de 1894                     | Intendente                                                                                              |
| 8  | Joaquim José de Araújo Lima Rocha    |                         | Partido Republicano PR | 1° de julho de 1894     | 1° de setembro de 1897                  | Intendente                                                                                              |
| 9  | Clarêncio da Silva Jucá              |                         | Partido Republicano PR | 1° de setembro de 1897  | 21 de maio de 1899                      | Intendente                                                                                              |
| 10 | Antônio José Duarte                  |                         | Partido Republicano PR | 21 de maio de 1899      | 20 de fevereiro de 1901                 | Intendente                                                                                              |
| 11 | José de Barros Wanderley de Mendonça |                         | Partido Republicano PR | 20 de fevereiro de 1901 | 22 de julho de 1903                     | Intendente                                                                                              |
| 12 | Joaquim José de Araújo               |                         | Partido Republicano Progressista PRP                                                                                             | 22 de julho de 1903     | 22 de fevereiro de 1904                 | Intendente                                                                                              |
| 13 | José Rodi Braga                      |                         | Partido Republicano PR | 22 de fevereiro de 1904 | 20 de janeiro de 1904                   | Intendente                                                                                              |
| 14 | Cândido de Almeida Botelho           |                         | Partido Republicano Progressista PRP                                                                                             | 20 de janeiro de 1904   | 15 de janeiro de 1905                   | Intendente                                                                                              |
| 15 | Manoel Sampaio Marques               |                         | Partido Republicano Progressista PRP                                                                                             | 15 de janeiro de 1905   | 10 de abril de 1907                     | Intendente                                                                                              |
| 16 | Antonio Guedes Nogueira              |                         | Partido Republicano Progressista PRP                                                                                             | 10 de abril de 1907     | 4 de julho de 1909                      | Intendente                                                                                              |
| 17 | Demócrito Brandão Gracindo           |                         | Partido Republicano Progressista PRP                                                                                             | 4 de julho de 1909      | 1° de janeiro de 1911                   | Intendente                                                                                              |
| 18 | Luís de Mascarenhas                  |                         | Partido Republicano Progressista PRP                                                                                             | 1° de janeiro de 1911   | 27 de dezembro de 1911                  | Intendente que renunciou o cargo                                                                        |
| 19 | Roberto Otaviano de Sousa Machado    |                         | Partido Republicano Progressista PRP                                                                                             | 27 de janeiro de 1911   | 1° de janeiro de 1913                   | Intendente                                                                                              |
| 20 | Firmino de Aquino Vasconcelos        |                         | Partido Conservador Trabalhista PCT                                                                                              | 1° de janeiro de 1913   | 28 de fevereiro de 1915                 | Intendente                                                                                              |
| 21 | Ignácio Uchôa d’Albuquerque Sarmento |                         | Partido Conservador Trabalhista PCT                                                                                              | 28 de fevereiro de 1915 | 12 de agosto de 1917                    | Intendente                                                                                              |
| 22 | Firmino de Aquino Vasconcelos        |                         | Partido Conservador Trabalhista PCT                                                                                              | 12 de agosto de 1917    | 1° de janeiro de 1920                   | Intendente                                                                                              |
| 23 | Leôncio Correa de Oliveira           |                         | Partido Conservador Trabalhista PCT                                                                                              | 1° de janeiro de 1920   | 1° de janeiro de 1921                   | Intendente                                                                                              |
| 24 | Firmino de Aquino Vasconcelos        |                         | Partido Conservador Trabalhista PCT                                                                                              | 1° de janeiro de 1921   | 1° de janeiro de 1924                   | Intendente                                                                                              |
| 25 | Ernani Teixeira Basto                |                         | Partido Libertador PL | 1° de janeiro de 1924   | 17 de novembro de 1924                  | Intendente                                                                                              |
| 26 | Crisanto de Carvalho                 |                         | Partido Libertador PL | 17 de novembro de 1924  | 7 de janeiro de 1925                    | Intendente                                                                                              |
| 27 | José Moreira da Silva Lima           |                         | Partido Republicano Progressista PRP                                                                                             | 7 de janeiro de 1925    | 1º de fevereiro de 1927                 | Prefeito                                                                                                |
| 28 | Jaime de Altavila                    |                         | Partido Republicano Progressista PRP                                                                                             | 1º de fevereiro de 1927 | 7 de janeiro de 1928                    | |
| 29 | Ernandi Teixeira Bastos              |                         | Partido Republicano Progressista PRP                                                                                             | 7 de janeiro de 1928    | 13 de novembro de 1928                  | |
| 30 | José Carneiro de Albuquerque         |                         | Partido Trabalhista Reformador PTR                                                                                               | 13 de novembro de 1928  | 14 de outubro de 1930                   | |
| 31 | António Baltazar de Mendonça         |                         | Partido Republicano Democrático PRD                                                                                              | 14 de outubro de 1930   | 11 de janeiro de 1933                   | Prefeito nomeado pelo Interventor Federal                                                               |
| 32 | Orlando Valeriano de Araújo          |                         | Partido Republicano Democrático PRD                                                                                              | 11 de janeiro de 1933   | 19 de setembro de 1933                  | Prefeito nomeado pelo Interventor Federal                                                               |
| 33 | Alfredo Elias da Rosa Oiticica       |                         | Partido Progressista PP | 19 de setembro de 1933  | 28 de junho de 1934                     | Prefeito nomeado pelo Interventor Federal                                                               |
| 34 | Edgar de Góis Monteiro               |                         | Partido Republicano Democrático PRD                                                                                              | 28 de junho de 1934     | 28 de junho de 1935                     | Prefeito nomeado pelo Interventor Federal                                                               |
| 35 | Álvaro Guedes Nogueira               |                         | Aliança Liberal AL | 28 de junho de 1935     | 9 de agosto de 1935                     | Prefeito nomeado pelo Interventor Federal                                                               |
| 36 | Cipriano Jucá                        |                         | Aliança Liberal AL | 9 de agosto de 1935     | 11 de novembro de 1935                  | Prefeito nomeado pelo Interventor Federal                                                               |
| 37 | Afonso da Rocha Lira                 |                         | Aliança Liberal AL | 11 de novembro de 1935  | 15 de fevereiro de 1937                 | Prefeito nomeado pelo Interventor Federal                                                               |
| 38 | Eustáquio Gomes de Melo              |                         | Partido Trabalhista Reformador PTR                                                                                               | 15 de fevereiro de 1937 | 11 de março de 1941                     | Prefeito nomeado pelo Interventor Federal                                                               |
| 39 | Francisco Abdon Arroxelas            |                         | Partido Democrático Nacional PDN                                                                                                 | 11 de março de 1941     | 6 de abril de 1945                      | Prefeito nomeado pelo Interventor Federal                                                               |
| 40 | Antônio Maria Mafra                  |                         | Partido Social Democrático PSD                                                                                                   | 6 de abril de 1945      | 18 de novembro de 1945                  | Prefeito nomeado pelo Interventor Federal                                                               |
| 41 | Reinaldo Carlos de Carvalho Gama     |                         | Partido Trabalhista Brasileiro PTB                                                                                               | 18 de novembro de 1945  | 15 de abril de 1948                     | Prefeito nomeado pelo Interventor Federal                                                               |
| 42 | João Teixeira de Vasconcelos         |                         | Partido Social Democrático PSD                                                                                                   | 15 de abril de 1948     | 11 de outubro de 1950                   | Prefeito eleito em sufrágio universal                                                                   |
| 43 | Luiz Campos Teixeira                 |                         | Partido Trabalhista Brasileiro PTB                                                                                               | 11 de outubro de 1950   | 30 de janeiro de 1951                   | Vice-Prefeito no cargo de titular                                                                       |
| 44 | Joaquim de Barros Leão               |                         | Partido Trabalhista Brasileiro PTB                                                                                               | 30 de janeiro de 1951   | 31 de março de 1952                     | Prefeito eleito em sufrágio universal                                                                   |
| 45 | Abelardo Pontes Lima                 |                         | União Democrática Nacional UDN                                                                                                   | 31 de março de 1952     | 29 de janeiro de 1953                   | Vice-Prefeito no cargo de titular                                                                       |
| 46 | José Lucena de Albuquerque Maranhão  |                         | Partido Trabalhista Brasileiro PTB                                                                                               | 29 de janeiro de 1953   | 28 de março de 1955                     | Prefeito eleito em sufrágio universal                                                                   |
| 47 | Cleto Marques Luz                    |                         | União Democrática Nacional UDN                                                                                                   | 28 de março de 1955     | 1° dezembro de 1955                     | Vice-Prefeito no cargo de titular                                                                       |
| 48 | Abelardo Pontes Lima                 |                         | União Democrática Nacional UDN                                                                                                   | 1° dezembro de 1955     | 18 de setembro de 1960                  | Prefeito eleito em sufrágio universal                                                                   |
| 49 | Manoel Valente de Lima               |                         | Partido Trabalhista Nacional PTN                                                                                                 | 18 de setembro de 1960  | 8 de abril de 1961                      | Vice-Prefeito no cargo de titular                                                                       |
| 50 | Sandoval Ferreira Caju               | Sandoval Ferreira Cajú  | União Democrática Nacional UDN                                                                                                   | 8 de abril de 1961      | 8 de abril de 1964                      | Prefeito eleito em sufrágio universal                                                                   |
| 51 | Vinícius Cansanção Filho             |                         | Aliança Renovadora Nacional ARENA                                                                                                | 8 de abril de 1964      | 8 de abril de 1966                      | Prefeito nomeado pelo Governador do Estado                                                              |
| 52 | Divaldo Suruagy                      |                         | Aliança Renovadora Nacional ARENA                                                                                                | 8 de abril de 1966      | 3 de junho de 1970                      | Prefeito eleito em sufrágio universal                                                                   |
| 53 | Henrique Equelman                    |                         | Aliança Renovadora Nacional ARENA                                                                                                | 3 de junho de 1970      | 15 de março de 1971                     | Prefeito nomeado pelo Governador do Estado                                                              |
| 54 | Juvêncio Calheiros Lessa             |                         | Aliança Renovadora Nacional ARENA                                                                                                | 15 de março de 1971     | 8 de junho de 1971                      | Prefeito nomeado pelo Governador do Estado                                                              |
| 55 | João Rodrigues Sampaio Filho         |                         | Aliança Renovadora Nacional ARENA                                                                                                | 8 de junho de 1971      | 15 de março de 1975                     | Prefeito nomeado pelo Governador do Estado                                                              |
| 56 | Dílton Falcão Simões                 |                         | Aliança Renovadora Nacional ARENA                                                                                                | 15 de março de 1975     | 15 de março de 1979                     | Prefeito nomeado pelo Governador do Estado                                                              |
| 57 | Fernando Collor                      |                         | Aliança Renovadora Nacional ARENA (Até 20/12/1979) Sem partido (Até 30/01/1980) Partido Democrático Social PDS (Após 31/01/1980) | 15 de março de 1979     | 14 de maio de 1982                      | Prefeito nomeado pelo Governador do Estado                                                              |
| 58 | Corintho Onélio Campelo da Paz       |                         | Partido Democrático Social PDS                                                                                                   | 14 de maio de 1982      | 15 de março de 1983                     | Prefeito nomeado pelo Governador do Estado                                                              |
| 59 | José Bandeira de Medeiros            |                         | Partido Democrático Social PDS                                                                                                   | 15 de março de 1983     | 31 de dezembro de 1985                  | Prefeito nomeado pelo Governador do Estado                                                              |
| 60 | Djalma Falcão                        |                         | Partido do Movimento Democrático Brasileiro PMDB                                                                                 | 1º de janeiro de 1986   | 31 de dezembro de 1988                  | Prefeito eleito sufrágio universal                                                                      |
| 61 | Guilherme Palmeira                   |                         | Partido da Frente Liberal PFL | 1º de janeiro de 1989   | 1° de abril de 1990                     | Prefeito eleito Renunciou para se candidatar ao Senado                                                  |
| 62 | João Rodrigues Sampaio Filho         |                         | Partido da Frente Liberal PFL | 1° de abril de 1990     | 1° de março de 1992                     | Prefeito eleito Assumiu após a renúncia do titular                                                      |
| 63 | Pedro Vieira da Silva                |                         | Partido da Frente Liberal PFL | 1° de março de 1992     | 31 de dezembro de 1992                  | Assumiu após renúncia do titular por denúncias de irregularidades na administração do prefeito anterior |
| 64 | Ronaldo Lessa                        |                         | Partido Socialista Brasileiro PSB                                                                                                | 1º de janeiro de 1993   | 31 de dezembro de 1996                  | Prefeito eleito sufrágio universal                                                                      |
| 65 | Kátia Born                           |                         | Partido Socialista Brasileiro PSB                                                                                                | 1º de janeiro de 1997   | 31 de dezembro de 2000                  | Prefeita eleita sufrágio universal                                                                      |
| 65 | Kátia Born                           | 1º de janeiro de 2001   | Partido Socialista Brasileiro PSB                                                                                                | 31 de dezembro de 2004  | Prefeita reeleita sufrágio universal    | |
| 66 | Cícero Almeida                       |                         | Partido Democrático Trabalhista PDT                                                                                              | 1º de janeiro de 2005   | 31 de dezembro de 2008                  | Prefeito eleito sufrágio universal                                                                      |
| 66 | Cícero Almeida                       | Partido Progressista PP | 1º de janeiro de 2009 | 31 de dezembro de 2012  | Prefeito reeleito sufrágio universal    | |
| 67 | Rui Palmeira                         |                         | Partido da Social Democracia Brasileira PSDB                                                                                     | 1º de janeiro de 2013   | 31 de dezembro de 2016                  | Prefeito eleito sufrágio universal                                                                      |
| 67 | Rui Palmeira                         | 1º de janeiro de 2017   | Partido da Social Democracia Brasileira PSDB                                                                                     | 31 de dezembro de 2020  | Prefeito reeleito sufrágio universal    | |
| 68 | João Henrique Caldas                 |                         | Partido Socialista Brasileiro PSB (Até 2022) Partido Liberal PL (Desde 2022)                                                     | 1º de janeiro de 2021   | 31 de dezembro de 2024                  | Prefeito eleito sufrágio universal                                                                      |
| 68 | João Henrique Caldas                 | 1° de janeiro de 2025   | Partido Socialista Brasileiro PSB (Até 2022) Partido Liberal PL (Desde 2022)                                                     | Atual                   | Prefeito reeleito em sufrágio universal | |